# Синяя птица (Marvel Comics)
Синяя птица (англ. Bluebird), настоящее имя Салли Эврил (англ. Sally Avril) — вымышленный персонаж, появляющийся в американских комиксах издательства Marvel Comics. Наиболее известна как одна из второстепенных персонажей в жизни Питера Паркера / Человека-паука. 
На протяжении многих лет с момента её первого появления в комиксах героиня появилась в других медиа продуктах, в том числе: фильмы и мультсериалы.

## История публикаций
Салли Эврил была создана сценаристом Стэном Ли и художником Стивом Дитко, дебютировав в комиксе Amazing Fantasy #15 (Август, 1962). Она была одной из подруг Флэша Томпсона и появилась только в одном выпуске Серебряного века комиксов, не перекочевав в серию The Amazing Spider-Man. В Untold Tales of Spider-Man #11 (Июль, 1996) Эврил стала героиней по прозвищу Синяя птица.  

## Биография вымышленного персонажа
Салли Эврил посещала среднюю школу Мидтауна и училась в одном классе с Питером Паркером и Флэшем Томпсоном. Она была талантливой гимнасткой и фанаткой Человека-паука. Когда Daily Bugle предложила награду в 1000 долларов за раскрытие личности Человека-паука, Салли решила выяснить, кем на самом деле был супергерой, чтобы заработать вознаграждение.
Однажды ночью Салли начала бродить по городу с биноклем, став свидетельницей противостояния между Человеком-пауком и Бэтвингом. После этой встречи Салли продолжила следить за Человеком-пауком и помогла ему победить Электро, быстро ударив его ногой по голове. В знак признательности, Человек-паук сфотографировался с Салли и та отдала фотографию Daily Bugle. Затем Салли пришла в голову идея сфотографировать Человека-паука для Bugle, однако вскоре она узнала, что фотографом Стенолаза уже стал Питер Паркер.
Впоследствии Салли поменяла свои планы и решила стать супергероиней. Заручившись помощью отца своей подруги, который снабдил её оружием и снаряжением, Салли надела бело-сине-чёрный костюм со светлым париком и назвала себя Синей птицей. Затем она отправилась к Питеру домой и попросила его сфотографировать её в действии. Когда Питер отказался, Салли шантажировала его, угрожая показать его фотографию Человека-паука остальной части школы. Питер всё же отказался, а затем рассказал школе о своей работе в Bugle. Не сдаваясь, Салли решила стать напарницей Человека-паука. Вступив в бой с Электро и Угрем, она с энтузиазмом взяла одно из своих «эфирных яиц» и бросила его Электро, который только рассмеялся, когда из скорлупы вышел дым, дав злодеям время, необходимое для побега.
Не испугавшись своей ошибки и воодушевленный новообретённой славой — Лиз Аллан попросила у неё автограф — Синяя птица присоединилась к битве Человека-паука с Алым жуком. Она оказалась в опасности, однако, в конечном итоге, была спасена, когда Человек-паук бросил одно из её «эфирных яиц» в рот Алого Жука. Теперь, понимая, что Салли чувствовала себя неуязвимой, потому что она была так уверена, что Человек-Паук спасет её, супергерой решил не предпринимать каких-либо действий, когда дуэт сражался с людьми Чёрного рыцаря. В результате Синяя птица была быстро побеждена. Затем Человек-паук прочитал ей нотацию, сказав, что она должна перестать быть супергероиней. Вместо этого Салли решила сделать больше фотографий Человека-паука в движении. Она убедила друга отвезти её к месту, где Человек-паук сражался с Чёрным рыцарем. По пути машина Салли проехала на красный свет и была сбита встречным автобусом. Она погибла во время аварии.

## Силы и способности
Синяя птица не обладала суперспособностями и использовала специальные устройства для борьбы с преступностью: выдвижную верёвку, утеплённые ботинки для защиты от электричества, шарики с синей краской и наполненные эфиром «яйца». Ко всему прочему, Эврил была опытной гимнасткой. 

## Вне комиксов

### Телевидение
Салли Эврил является одной из второстепенных персонажей мультсериала «Новые приключения Человека-паука» 2008 года, где её озвучила Грей Делайл. По сюжету, она состоит в отношениях с Рэнди Робертсоном и недолгое время является любовным интересом Питера Паркера. В то время как в комиксах у неё были тёмные волосы, а светлый парик она носила в образе Синей птицы, здесь Салли показана как натуральная голубоглазая блондинка. В эпизоде «Выживает сильнейший» она публично отвергает Паркера, когда тот приглашает её на свидание, а затем начинает злиться на Рэнди, увидев, тот не ревнует её. В серии «Катализатор» Эврил удивляется, что привлекательная Мэри Джейн Уотсон пришла на выпускной с Питером Паркером. В эпизоде «Реакция» девушка обвиняет Питера в расставании Флэша Томпсона и Лиз Аллан. В серии «Возможная причина» она вместе с Питером участвует в полицейской поездке с Джорджем Стейси. Сначала Салли продолжает оскорблять Паркера, но когда на машину нападают Громилы, они попадают в аварию, в которой Питер, по всей видимости погибает, что шокирует Эврил. Когда в дальнейшем Питер оказывается жив и здоров, Салли радостно обнимает его, однако по-прежнему остаётся расстроена испорченной поездкой и предупреждает Питера, чтобы тот не рассказывал никому об объятиях.

### Кино

#### Серия фильмов «Новый Человек-паук»
Келси Чоу исполнила роль Салли Эврил в фильме «Новый Человек-паук» 2012 года, однако в титрах была указана как «Горячая девушка». Во время проката картины актриса рассказала СМИ, что её героиней была Салли Эврил из комиксов. Она должна была появиться в одном из спин-оффов до заключения сделки Sony с Marvel Studios. Кроме того, героиня Чоу была идентифицирована как «Салли» в новеллизации «Новый Человек-паук». Салли является ученицей Средней школы Мидтауна. Она просит Питера Паркера сфотографировать машину её парня, чтобы сделать ему сюрприз на день рождения. 

#### Киновселенная Marvel
- Изабелла Амара сыграла Салли Эврил в фильме «Человек-паук: Возвращение домой» 2017 года[10][11], действие которого разворачивается в Кинематографической вселенной Marvel. В отличие от оригинальной версии из комиксов, Салли представлена как полная девушка, которая состоит в команде по декатлону, куда также входит Питер Паркер[12].
- Амара ненадолго повторила свою роль в картине «Мстители: Война бесконечности» 2018 года[13][14]. Она была замечена в школьном автобусе вместе с Питером и Недом, когда последний отвлекает внимание их одноклассников, чтобы Питер мог незаметно переодеться в Человека-паука и отправиться на битву с Эбони Мо и Куллом Обсидианом.